# Стервозные штучки
«Стервозные штучки» (англ. Bitch Slap) — американский боевик 2009 года режиссёра Рика Джейкобсона.

## Сюжет
Три девушки оказываются на заброшенном участке среди пустынной степи. Им нужно отыскать партию алмазов стоимостью десятки миллионов долларов. Трикси — стрип-танцовщица, Хел — агент спецслужб под прикрытием, Камеро — бывшая преступница. Они знают, что бриллианты принадлежат таинственному Пинки, беспощадному боссу преступного мира, который безжалостно расправляется со всяким, кто встаёт у него на пути. Они решили рискнуть и разработали план, как достать эти бриллианты. Но многое пошло не так, как они задумывали, а Пинки, как оказалось, интересовали вовсе не бриллианты.

## Актёрский состав
| В ролях           |  | Персонаж            |
| ----------------- |  | ------------------- |
| Джулия Вот        |  | Трикси              |
| Эрин Каммингс     |  | Хел                 |
| Америка Оливо     |  | Камеро              |
| Майкл Хёрст       |  | Гейдж               |
| Рене О'Коннор     |  | Сестра Бэтрил       |
| Уильям Грегори Ли |  | «Хот Уайр»          |
| Кевин Сорбо       |  | Мистер Феникс       |
| Люси Лоулесс      |  | Мать настоятельница |
|                   |  |                     |

## Критика
По мнению рецензента Variety Джо Лейдона, фильм является «отчаянно несмешной попыткой сатирически переосмыслить клише и архетипы из секс-боевиков 1960-х и 1970-х годов».